# Береговушка
Берегову́шка, или берегова́я ла́сточка (лат. Riparia riparia) — небольшая перелётная птица семейства ласточковых, распространённая на всех материках, за исключением Австралии и Антарктиды. В Европе обитает почти повсеместно, в том числе и на территории России.

## Описание

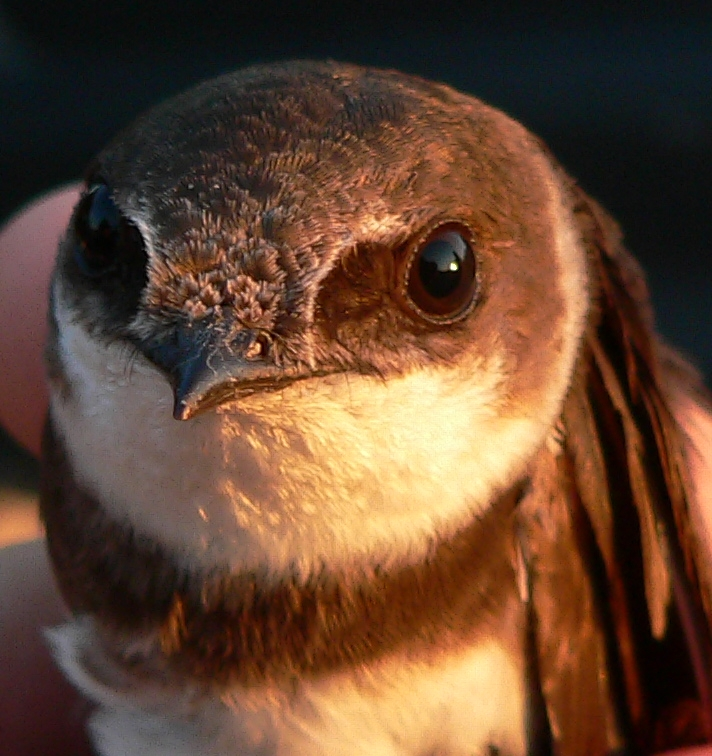
Голова береговушки

Одна из самых маленьких представительниц семейства ласточковых, её длина составляет 12—13 см, а размах крыльев 25—28 см; однако она несколько крупнее близкой ей малой ласточки (Riparia paludicola). Масса особи составляет 11—16 г. Оперение верхней части тела серовато-бурое, при этом маховые перья первого порядка крыльев выглядят несколько темнее. Кроющие перья крыльев также достаточно тёмные (заметно темнее аналогичных перьев малой ласточки). Нижняя часть тела преимущественно грязно-белая; между белыми горлом и брюхом имеется широкая серовато-бурая поперечная полоса (у малой ласточки такая полоса отсутствует). Клюв короткий, широкий и твёрдый. Хвост длинный, узкий, без белых пятен (как, например, у скалистой или африканской скалистой ласточек), со слабой выемкой на конце. Половой диморфизм (видимые различия между самцом и самкой) не выражен. Молодые птицы выглядят более рыжими в верхней части и желтоватыми снизу.
Полёт быстрый, лёгкий, плавный, обычно на небольшой высоте — часто над водой. Голос — резкий, глухой звук, что-то вроде «чррррш». Также может издавать длинную трель — череду глухих звуков.

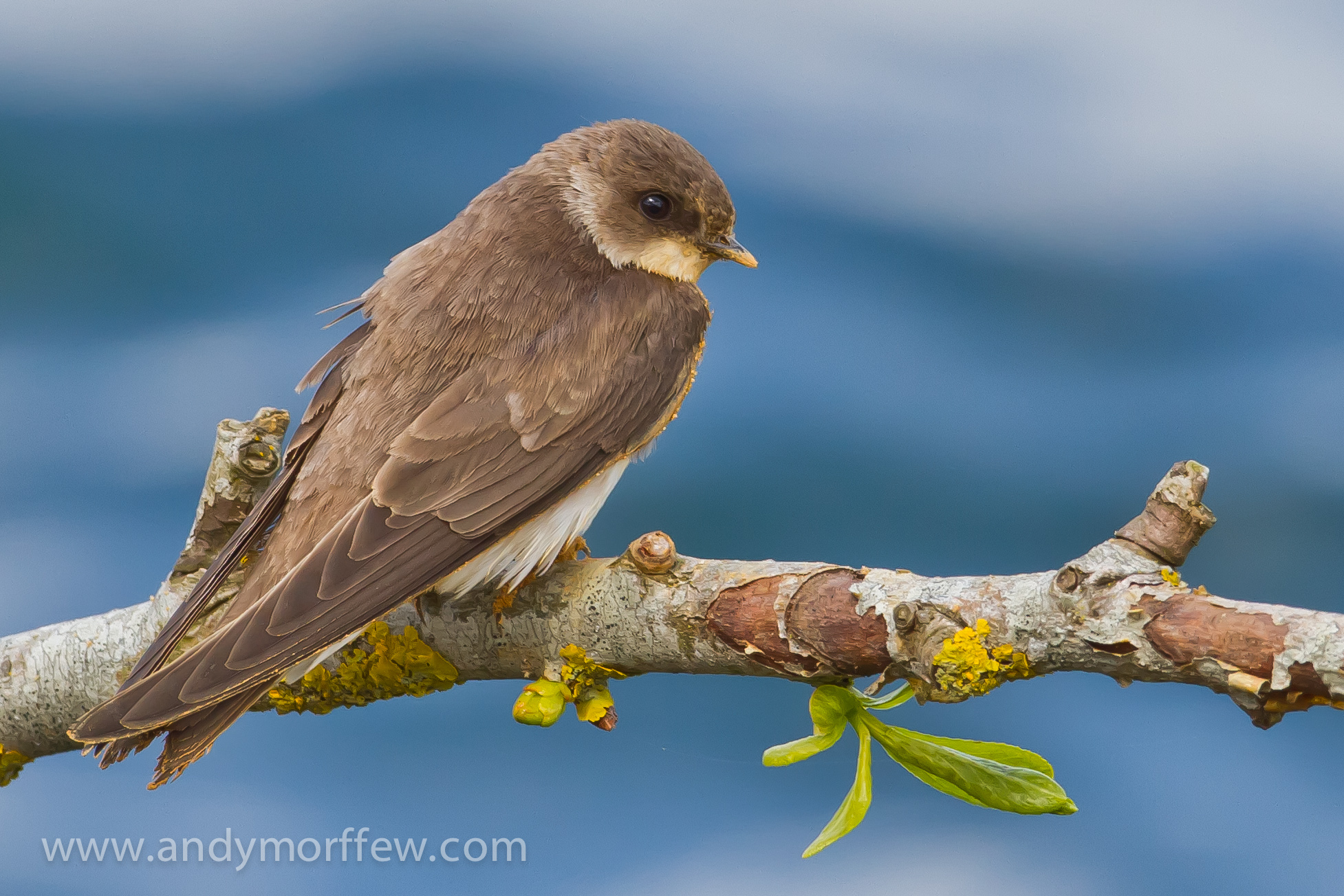

## Ареал
Распространена как в Старом, так и в Новом свете. Гнездится только в Северном полушарии — в Евразии и Северной Америке. В Евразии размножается почти повсеместно: от Гебридских и Оркнейских островов, севера Скандинавии и Российской южной тундры на севере — до Средиземноморского побережья, Палестины, Ирана, Афганистана, Северной Индии, Юго-Восточного Китая и Японии на юге. В Северной Америке ареал гнездовий на севере ограничен центральными районами Аляски на западе и Ньюфаундлендом на востоке. Южные границы гнездовий проходят через южные штаты США от центральной Калифорнии на западном побережье до Южной Каролины на восточном.
В зимнее время береговушки мигрируют на юг: в Восточную Африку, на Мадагаскар, в Саудовскую Аравию, Южную Индию, Пакистан, Юго-Восточную Азию, на о. Борнео, Филиппины, в Северную Аргентину, Парагвай, Северное Чили, Южную Мексику, Пуэрто-Рико и на Виргинские острова.

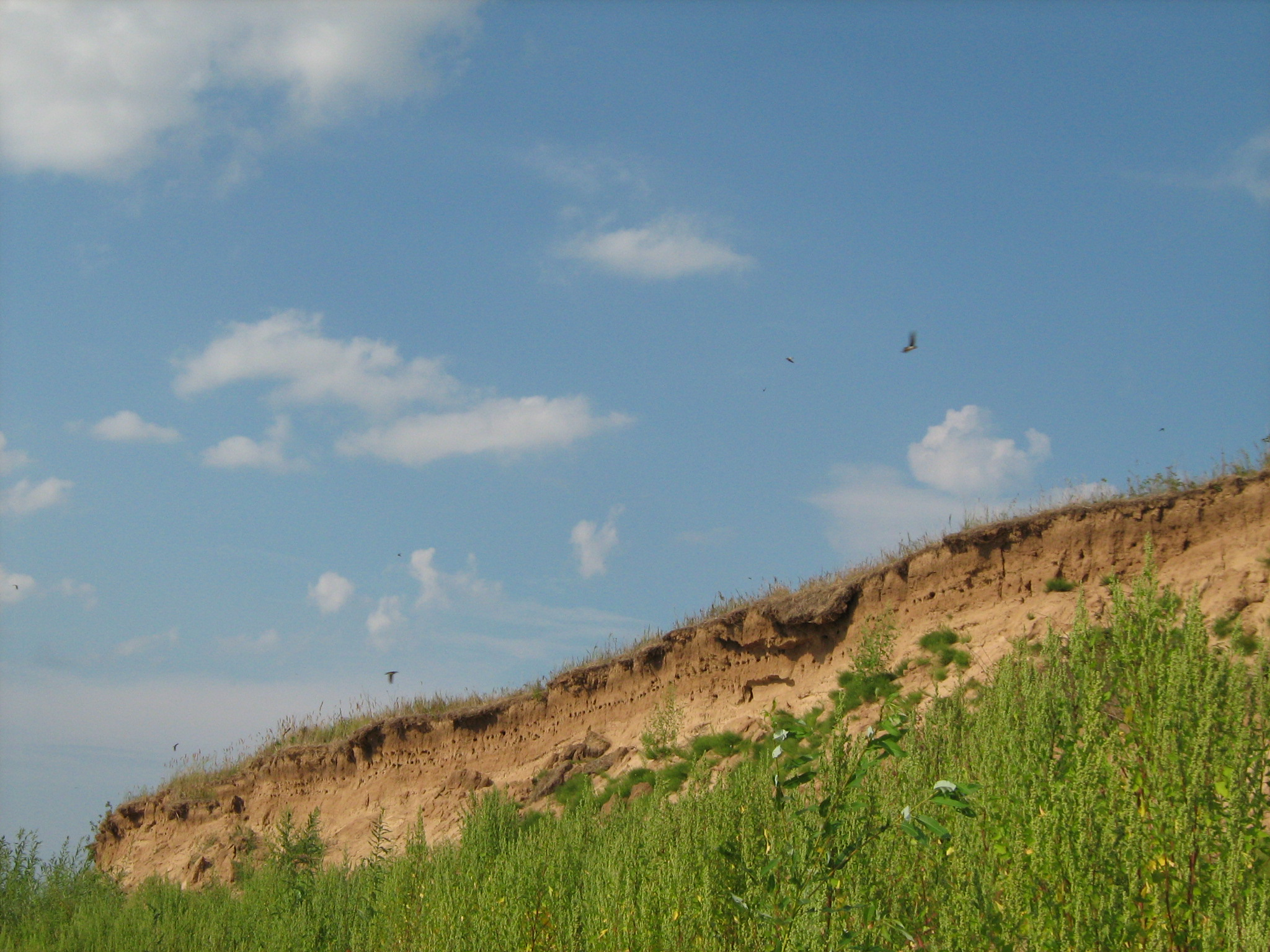
Песчаный обрыв на Волге, населённый ласточками

## Места обитания
Обитает вдоль обрывистых берегов рек с достаточно мягким грунтом, на открытых лугах, у песчаных или щебёночных карьеров, недалеко от водоёмов. Во время зимней миграции также держится недалеко от воды.

## Миграция
Береговушка является перелётной птицей независимо от территории, где обитает; однако временные рамки миграции заметно различаются. Например, в средней полосе России к местам гнездовий первые ласточки прилетают в первой половине мая, а основная масса — только во второй половине этого месяца. С другой стороны, в Калифорнии (США) птицы начинают прибывать гораздо раньше, в конце марта — начале апреля с пиком в конце апреля — начале мая. Как только подросшие птенцы рассеиваются (в Калифорнии конец июня — начало июля), птицы начинают покидать места гнездовий, и уже через месяц после этого берега с норами выглядят опустевшими. Массовая осенняя миграция наступает в средней полосе России во второй половине августа — первой половине сентября (в Калифорнии в начале августа — середине сентября). Молодые птицы в своё первое путешествие на юг отправляются несколько раньше остальных, а их путь длится дольше. Известно, что в Европе на пути миграции птицы делают небольшие остановки (10—14 дней) на обширных заболоченных территориях. Во время зимней миграции кочуют группами по 50 тыс. — 2 млн птиц.

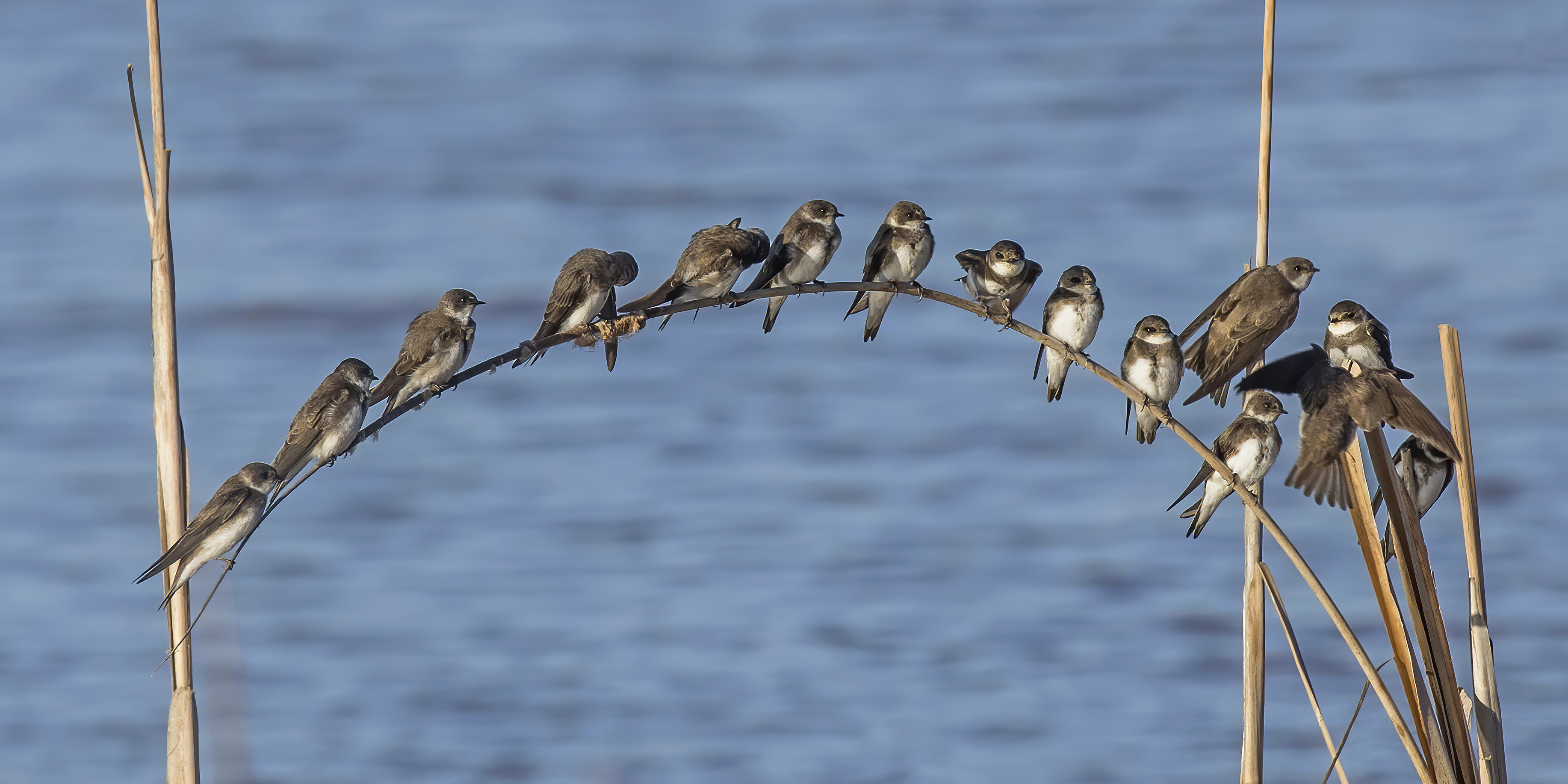

## Питание
Рацион примерно на 99,6 % состоит из насекомых, остальное — паукообразные и растительная пища. В гнездовой период питается в основном перепончатокрылыми, муравьями, мухами, жуками, клопами, стрекозами, бабочками, а также подёнками (Ephemeroptera).
Охотится главным образом на лету, хватая летящих, прыгающих либо просто находящихся в воздухе насекомых. Реже ловит насекомых, находящихся на земле либо на воде.

## Размножение

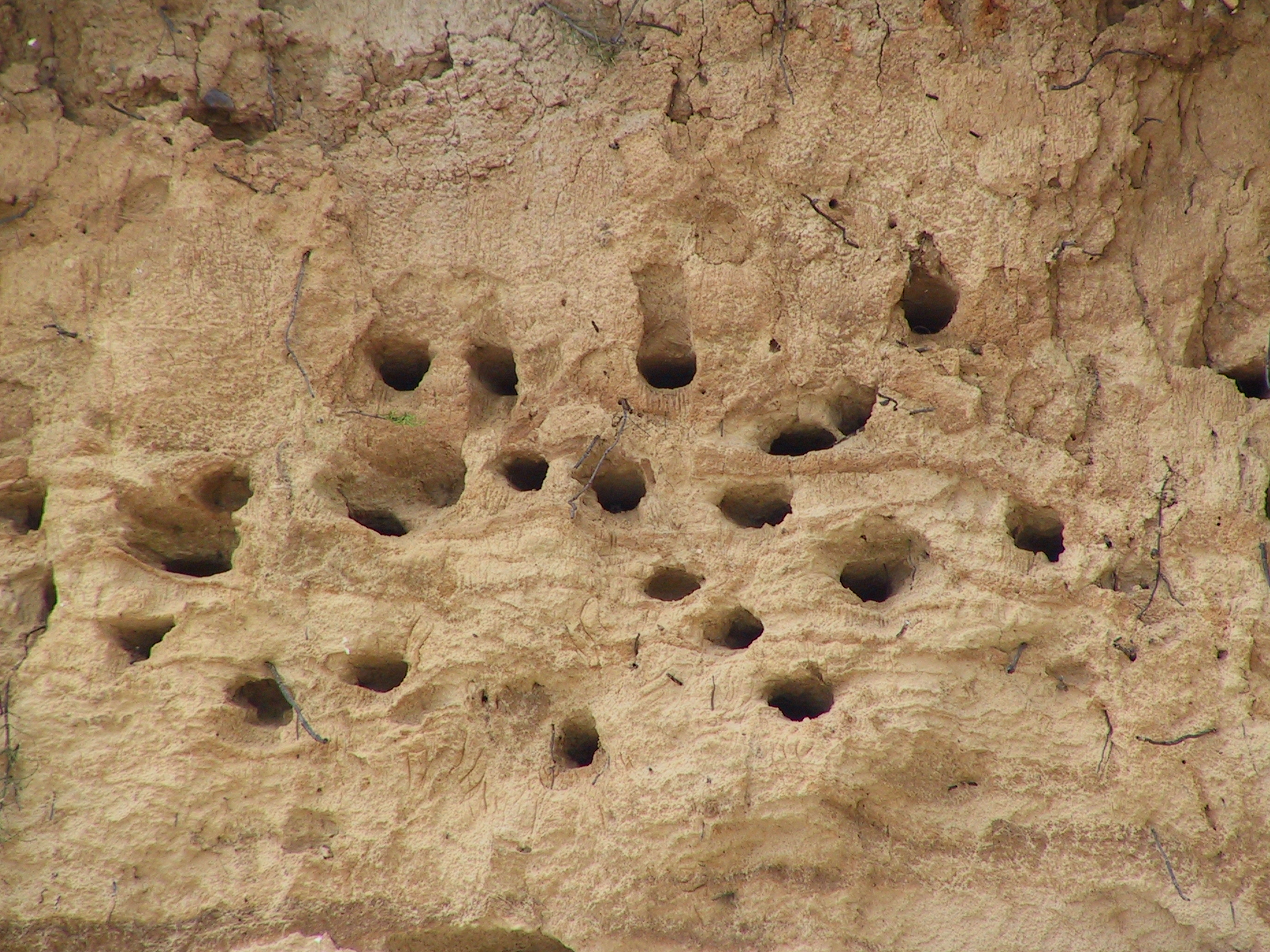
Для гнезда береговушки роют норы на обрывистом берегу водоёма

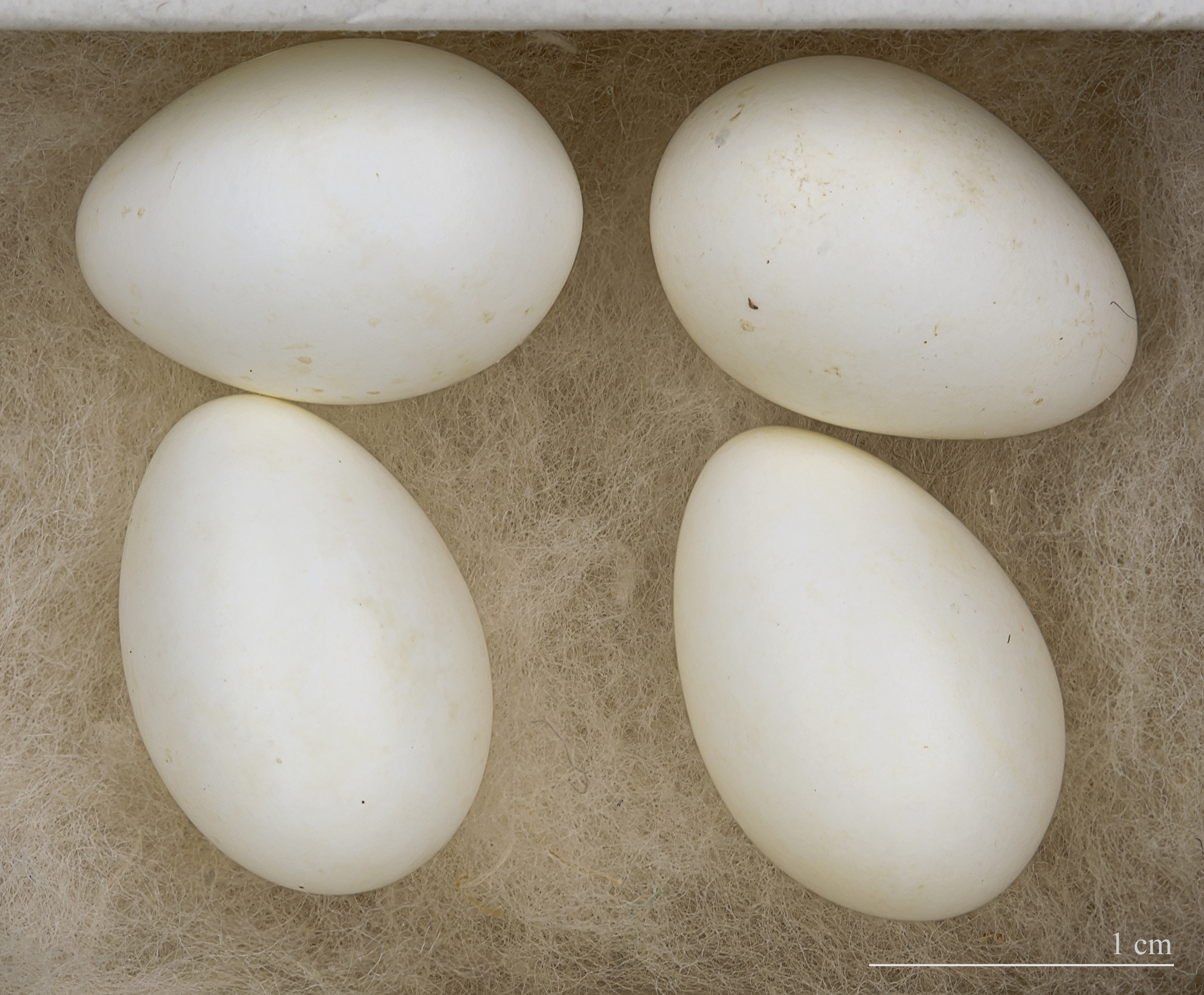
Яйца береговой ласточки

Готовые к вылету птенцы, выращенные человеком

Береговушки моногамны (то есть на одного самца приходится одна самка), чаще всего гнездятся большими колониями до 1500 пар, что считается рекордом среди всех ласточек. Ранее имелись сообщения и о колониях до 3000 пар. Тем не менее известны редкие случаи и одиноко гнездящихся пар. Для гнезда строится нора на высоком обрывистом берегу большого водоёма (реки, озера, океана и т. п.) с мягким, сыпучим грунтом. Реже могут использоваться искусственные ландшафты: обрывы песчаных или щебёночных карьеров, холмы по обочинам дорог или строительные площадки. Горизонтально расположенная нора выкапывается в верхней части обрыва (на расстоянии не менее 1—1,5 м от дна), причём плотность нор с высотой только возрастает. Длина норы обычно варьируется в пределах от 20 см до 1 м, но в редких случаях может достигать 1,5 м или даже 1,83 м. Высота входного отверстия в нору 50—100 мм, ширина 60—120 мм. В конце норы делается небольшое расширение 80—120 мм × 100—120 мм. Если в процессе прокладки туннеля птица натыкается на соседнюю нору, строительство прекращается и гнездо переносится в другое место. То же самое происходит в случае натыкания на какой-либо твёрдый предмет, пусть даже небольшого размера. Иногда одна и та же нора может использоваться повторно в следующий сезон, но чаще всего птицы выкапывают новую. Копает нору самец, при этом в основном используя свой клюв, а лапками выбрасывая землю наружу.
Со стороны многочисленные норы создают впечатление многоэтажных домов с рядами окон. Расстояние между соседними гнёздами небольшое, но может варьировать в небольших пределах. Например, исследования на территории США показали средний результат 12,7—17,8 см. Гнездо устраивается в дальнем, расширенном конце норы и представляет собой несколько слоёв травы, соломинок, перьев других птиц или стебельков растений. Диаметр гнезда в центре составляет около 2,5 см, но ближе к краям оно становится тоньше.
Пара может сформироваться как по окончании строительства, так и до его начала, ещё до прилёта к местам гнездовий. При приближении завершения работы одинокие самцы взъерошивают перья головы, кружат вокруг норы и громко кричат, тем самым подзывая самок. При этом они могут обогнать одиноко летящую самку и усесться на краю норы, приглашая самку внутрь. Если пара сформировалась ещё до начала строительства норы, самка во время работы самца находится рядом и охраняет небольшую (8—12 см) территорию вокруг норы. Позднее охраняется только сама нора. Сформировавшаяся пара усаживается рядом на краю норы и весело щебечет. Кладка состоит из двух — восьми (чаще всего четырёх — пяти) чисто-белых яиц размером 17—21 × 12—13 мм. Некоторые орнитологи обнаруживают различные размеры кладки в зависимости от сезона. Период инкубации длится 13—16 дней. Насиживают оба родителя, однако бо́льшую часть времени проводит в гнезде самка.
Птенцы вылупляются неоперившимися и беспомощными, их вес первоначально составляет около 1,6 г. На восьмой — десятый день птенцы начинают выглядывать наружу, встречая родителей, а первый свой полёт совершают через 18—22 дня. Ещё в течение четырёх — пяти дней подросшие птенцы ежедневно возвращаются в родительскую нору, а уже через приблизительно 28 дней ночуют в своей собственной норе.